# غانثر كولر
غانثر كولر (بالألمانية: Gunther Köhler) هو عالم زواحف ألماني، ولد في 20 مايو 1965.